# Boong ke

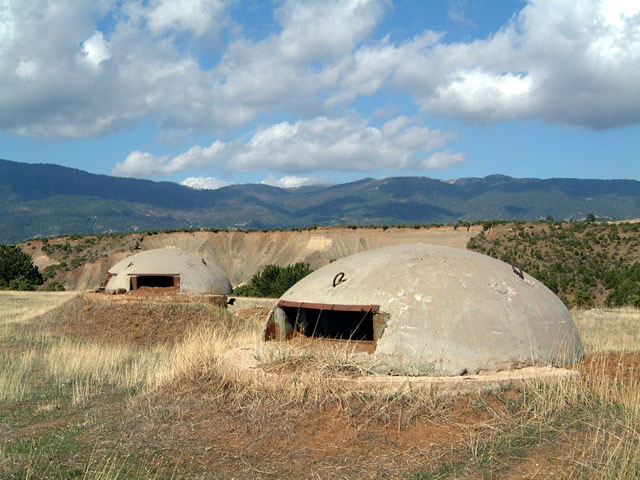
Boong-ke tại Albania

Trong quân sự, boong ke (xuất phát từ tiếng Đức bunker nhưng được phiên âm từ cách đọc của người Pháp) là công sự để ẩn nấp và chiến đấu, được bố trí trong trận địa phòng ngự hoặc tại các cứ điểm. Boong ke thường được xây nửa nổi nửa chìm hoặc hoàn toàn chìm dưới mặt đất, bằng các vật liệu bền vững như thép, bê tông, bê tông cốt thép, gạch, đá...được thiết kế để bảo vệ những người bên trong không bị thương vong do bom hoặc các dạng tấn công khác. Boong ke thường dùng để đặt các loại vũ khí như trọng liên, đại liên, đại bác không giật. Boong ke được sử dụng nhiều trong Chiến tranh thế giới thứ nhất và Chiến tranh thế giới thứ hai, và trong Chiến tranh Lạnh để làm các trung tâm chỉ huy, nơi đặt hỏa lực, và hầm chứa.

## Từ nguyên
Từ bunker bắt nguồn từ tiếng Scotland có nghĩa là "băng ghế dự bị, chỗ ngồi" được ghi lại vào năm 1758, cùng với "bến ngủ"  rút  ngắn.  Từ này có thể có nguồn gốc Scandinavia: Bánh mì Thụy Điển cổ có nghĩa là "ván được sử dụng để bảo vệ hàng hóa của một con tàu".  Vào thế kỷ 19, từ này đã mô tả một cửa hàng than trong một ngôi nhà, hoặc dưới sàn tàu. Nó cũng được sử dụng cho một vùng trũng đầy cát được lắp đặt trên sân golf như một mối nguy hiểm.
Trong Chiến tranh thế giới thứ nhất, những kẻ hiếu chiến đã xây dựng những nơi trú ẩn dưới lòng đất, được gọi là đào bằng tiếng Anh, trong khi người Đức sử dụng thuật ngữ Bunker. Đến Chiến tranh thế giới thứ hai, thuật ngữ này đã được người Đức sử dụng để mô tả các cấu trúc vĩnh viễn lớn: blockhouse, và nhỏ: pillbox, và để nơi trú ẩn chống bom cả trên mặt đất (như ở Hochbunker) và dưới mặt đất (như Führerbunker). Ý nghĩa quân sự của từ này đã được nhập khẩu vào tiếng Anh trong Chiến tranh thế giới thứ hai, lúc đầu liên quan đến các cuộc đào đặc biệt của Đức; theo Từ điển tiếng Anh Oxford, ý nghĩa "đào quân sự; Một nơi trú ẩn bê tông cốt thép" được ghi lại lần đầu tiên vào ngày 13 tháng 10 năm 1939, trong "Một khẩu súng dã chiến của Đức Quốc xã được giấu trong một 'boongke' được xi măng ở mặt trận phía Tây". Tất cả các tài liệu tham khảo ban đầu về việc sử dụng nó trong Từ điển tiếng Anh Oxford là các công sự của Đức. Tuy nhiên, ở Viễn Đông thuật ngữ này cũng được áp dụng cho trái đất và các vị trí nhật ký được xây dựng bởi người Nhật, thuật ngữ này xuất hiện trong một hướng dẫn năm 1943 do Quân đội Ấn Độ ban hành và nhanh chóng kiếm được tiền tệ rộng rãi.
Đến năm 1947, từ này đã quen thuộc trong tiếng Anh đến nỗi Hugh Trevor-Roper trong Những ngày cuối cùng của Hitler đã mô tả khu phức hợp dưới lòng đất của Hitler gần Reich Chancellery là "hầm trú ẩn của Hitler" mà không có trích dẫn xung quanh từ hầm trú ẩn.

## Hình ảnh

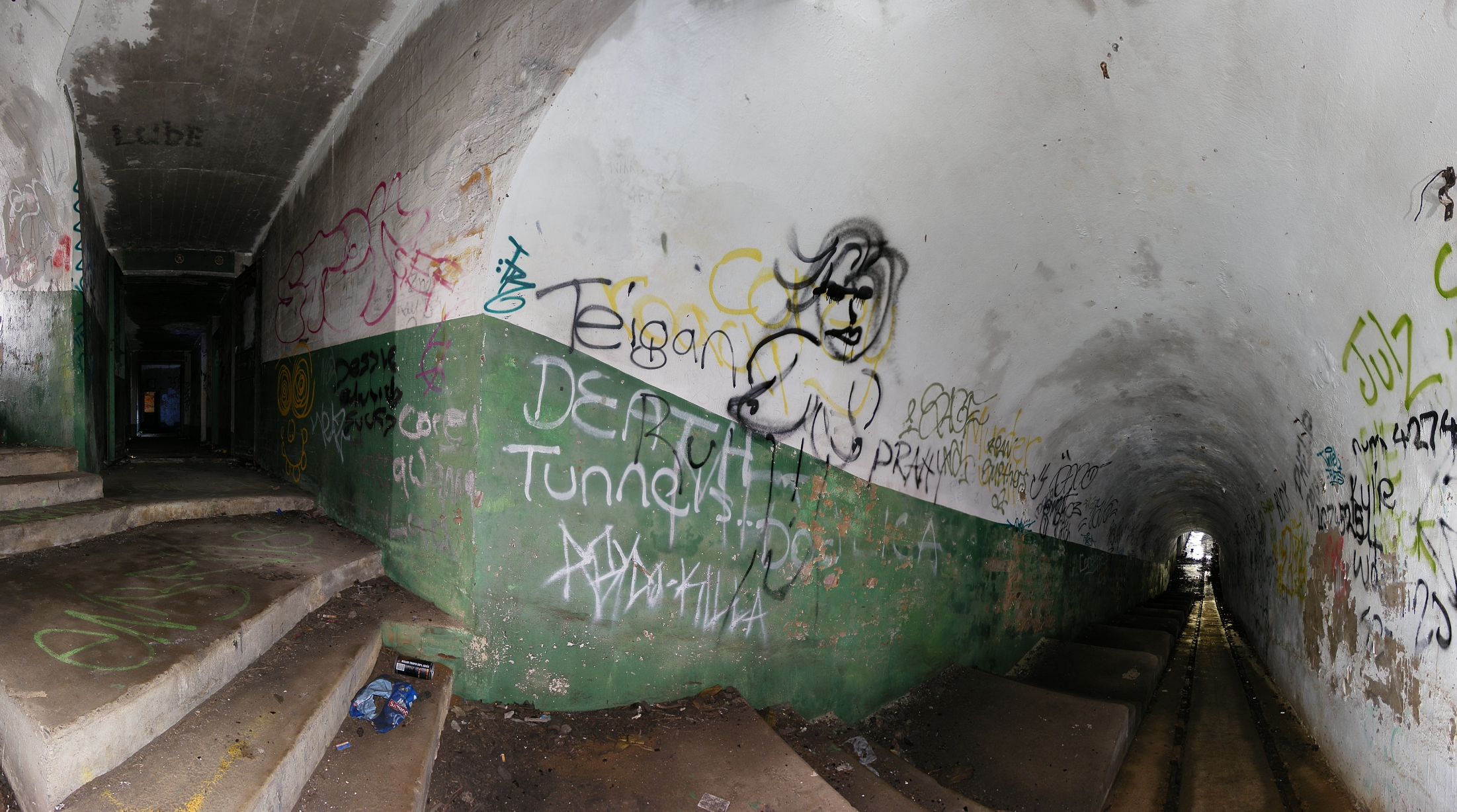
Inside the Hill 60 Bunker, Port Kembla, New South Wales, Australia. One of many bunkers south of Sydney
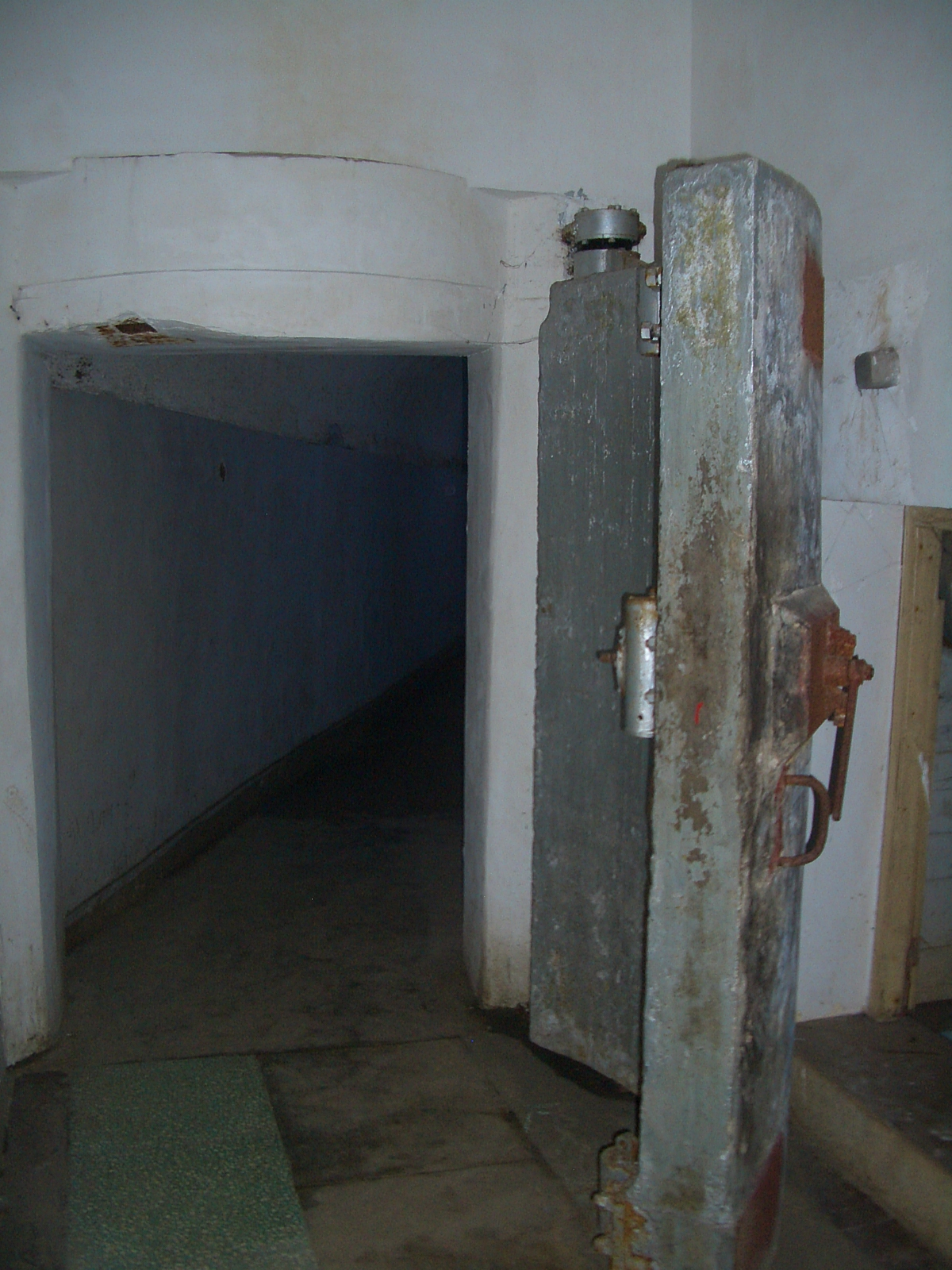
In a Project 131 tunnel under the hills of Hubei
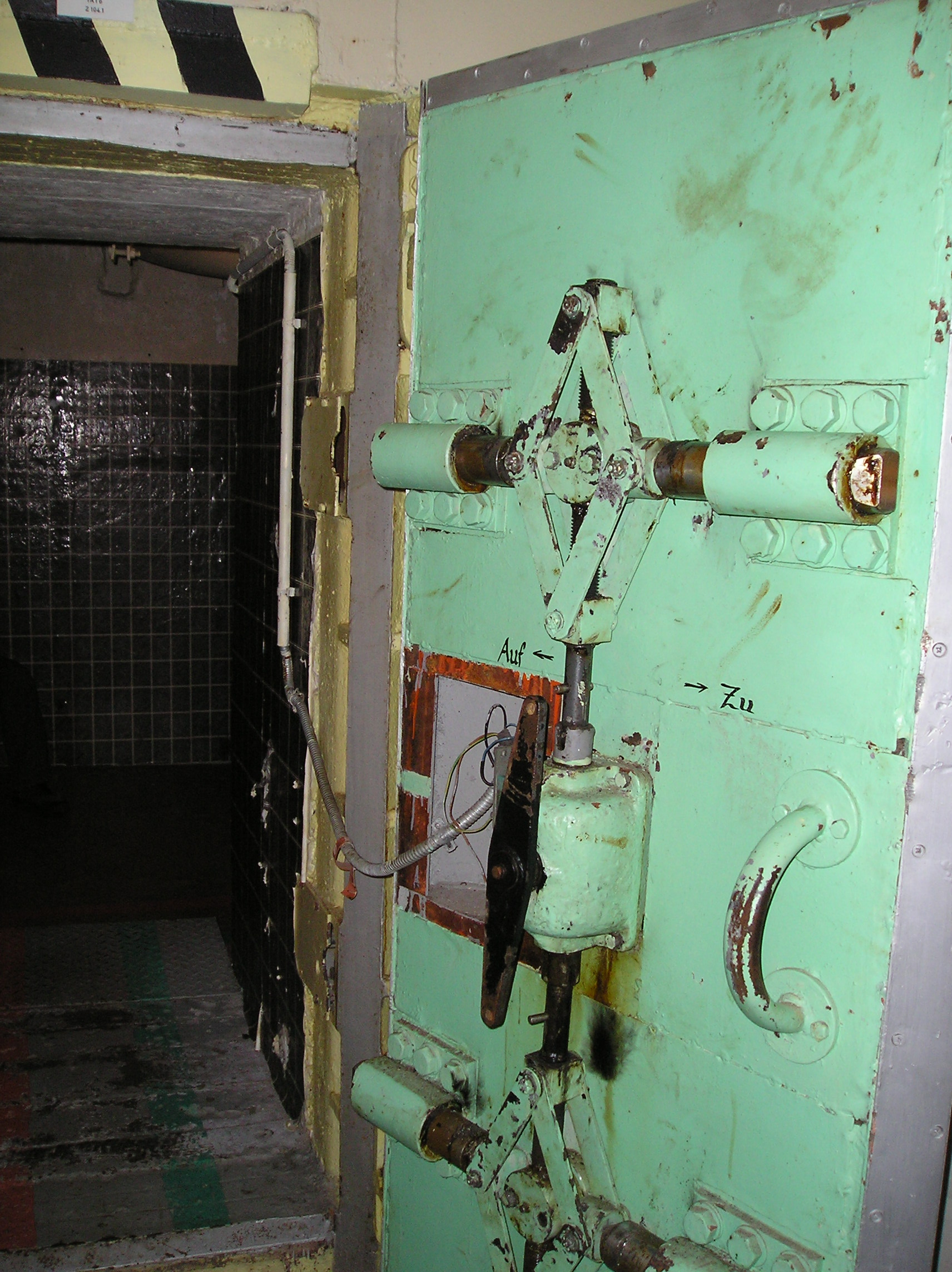
Object 17/5001 Prenden Germany
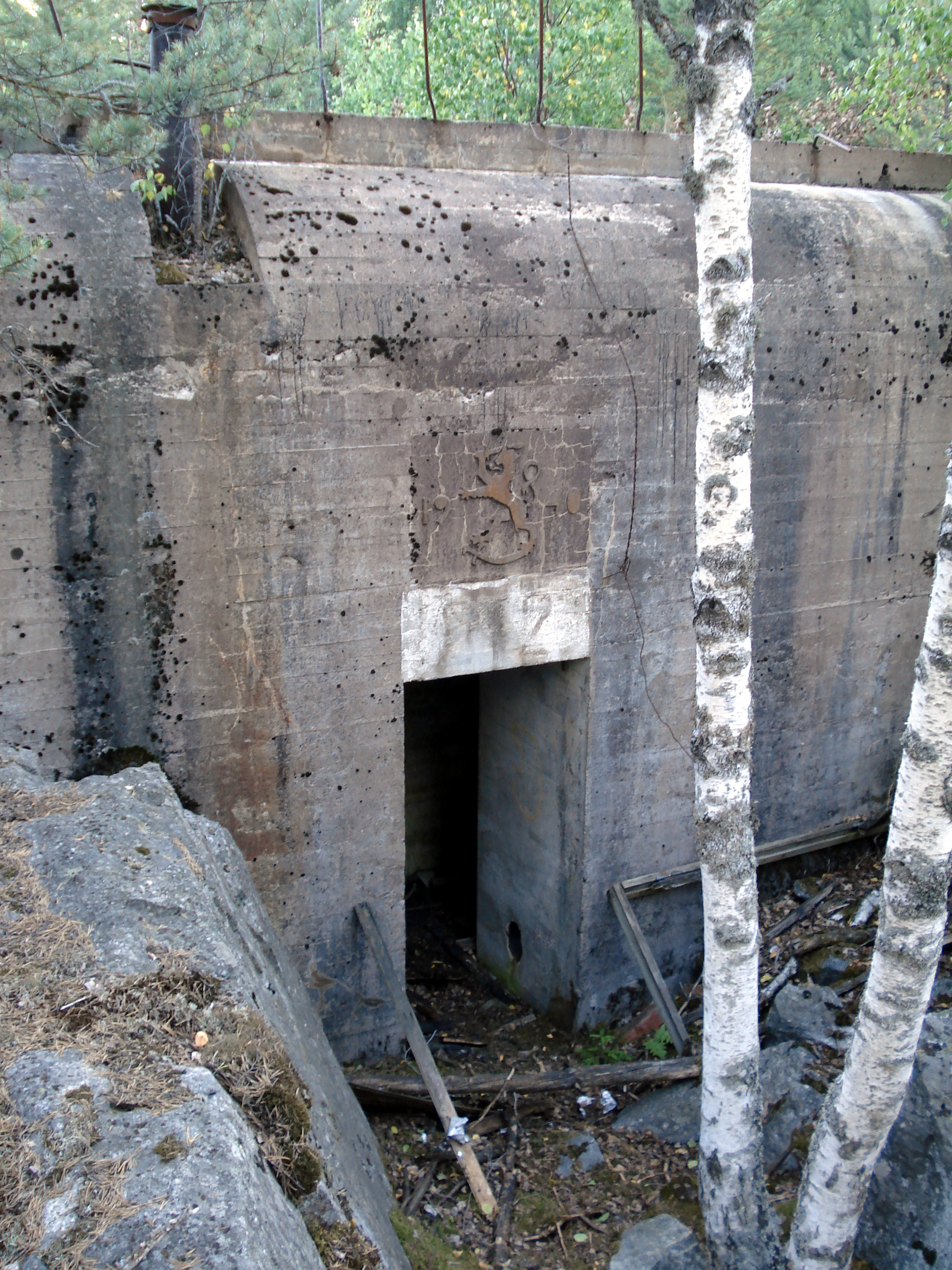
Bunker of the Harparskog Line in Raseborg, Finland
Beach bunker with improvised art in Blåvand, DenmarkBeach bunker with improvised art in Blåvand, Denmark
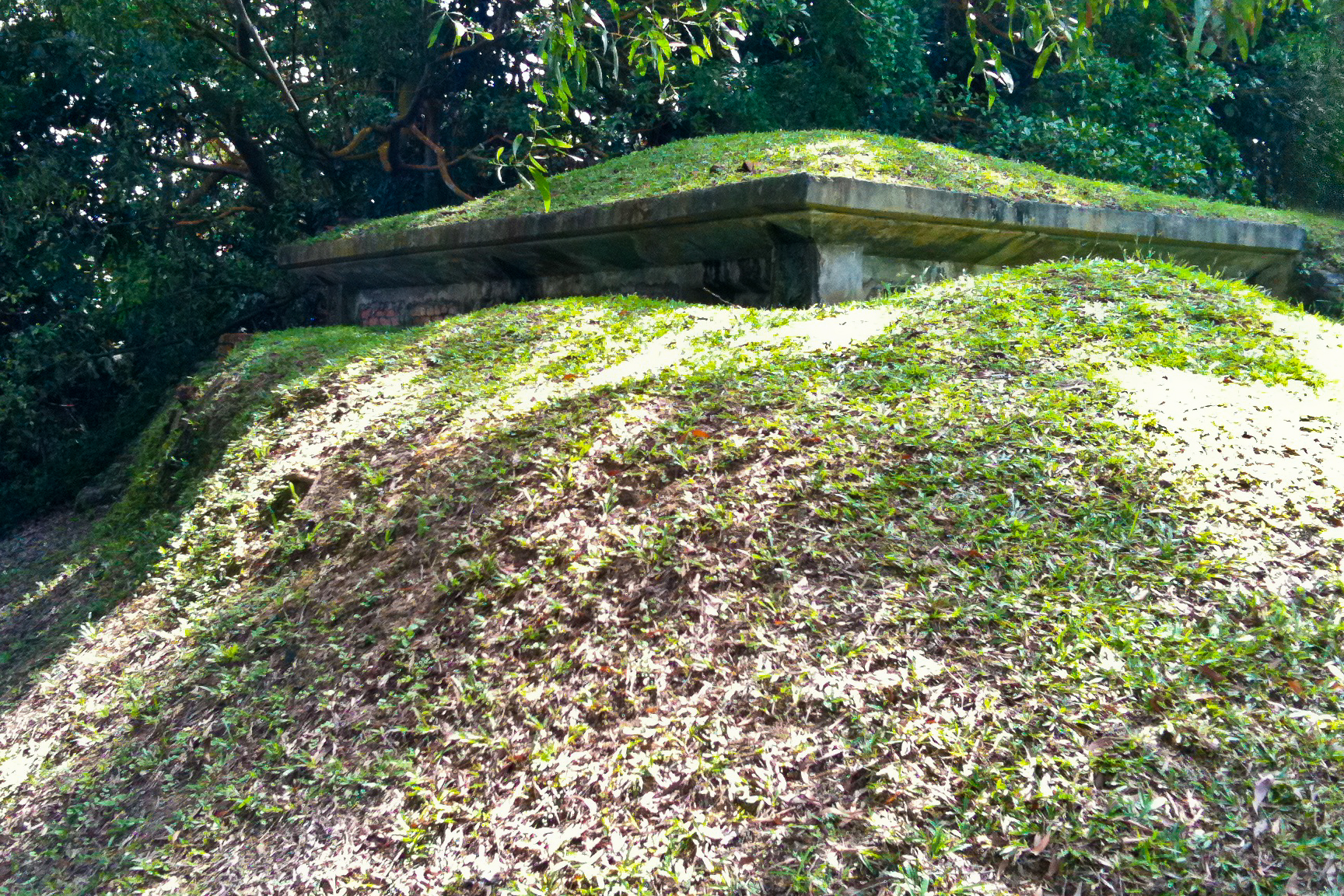
Bunker in Singapore
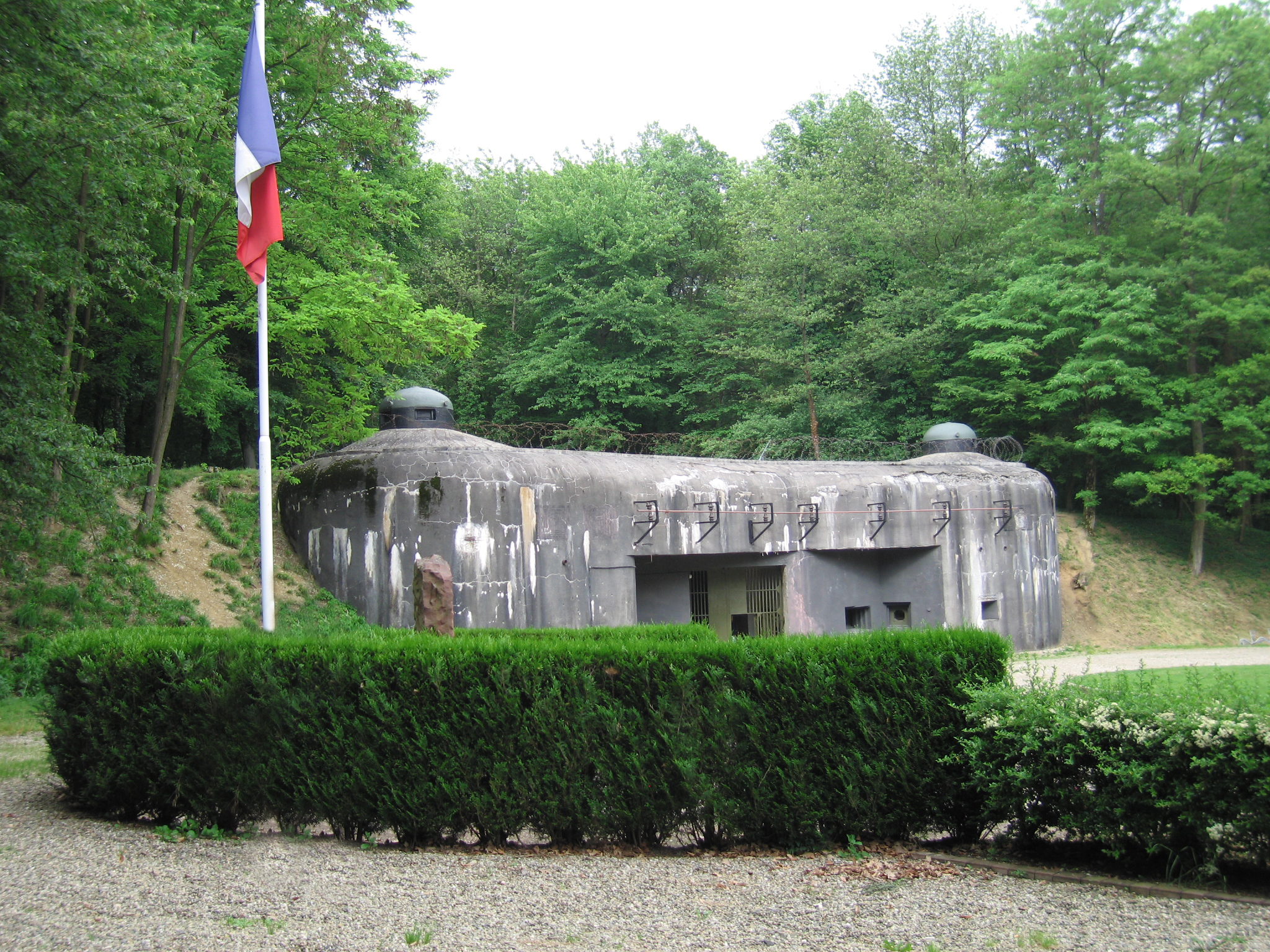
The entrance to Ouvrage Schoenenbourg along the Maginot Line in France.
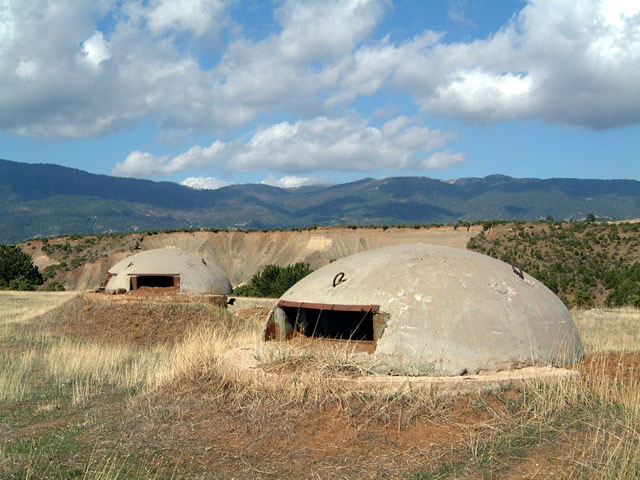
Bunkers in Albania
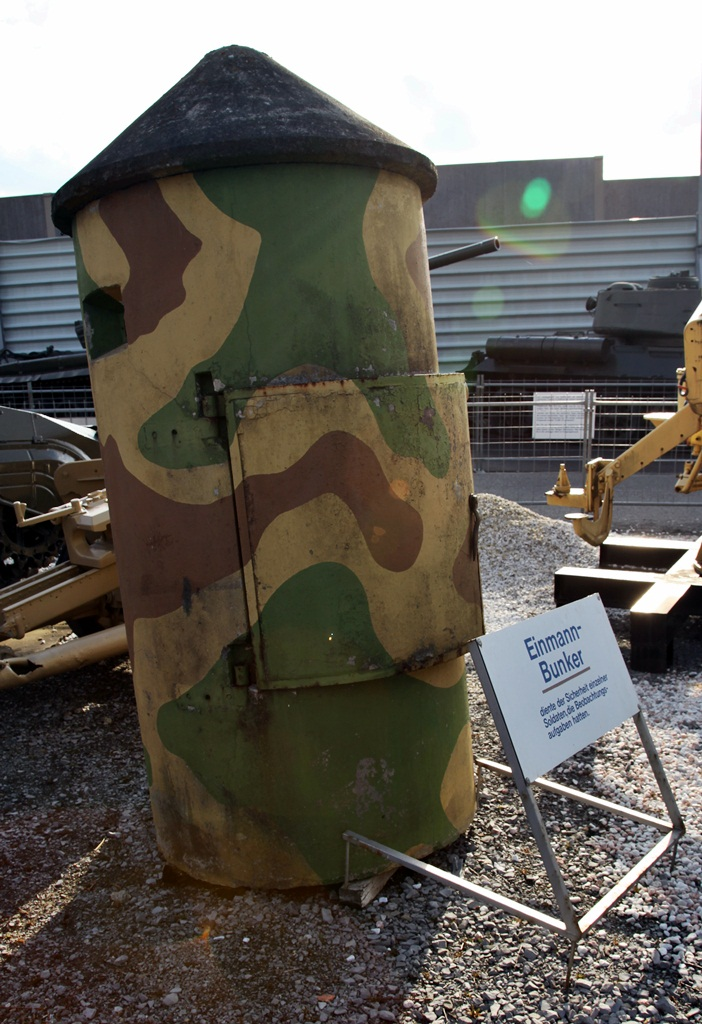
German single person bunker for reconnaissance personnel in the field
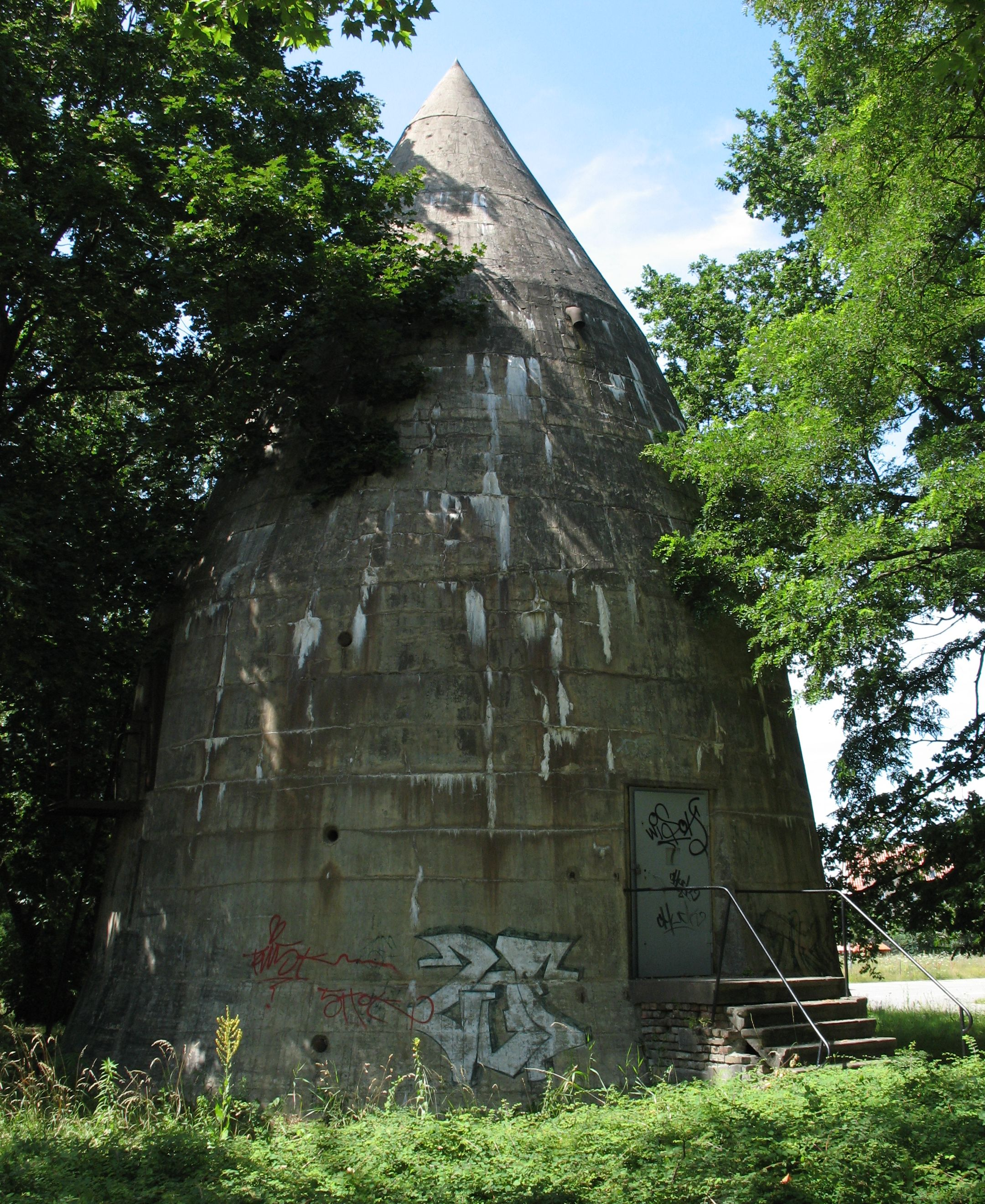
Bunker of type Winkel in Brandenburg an der Havel
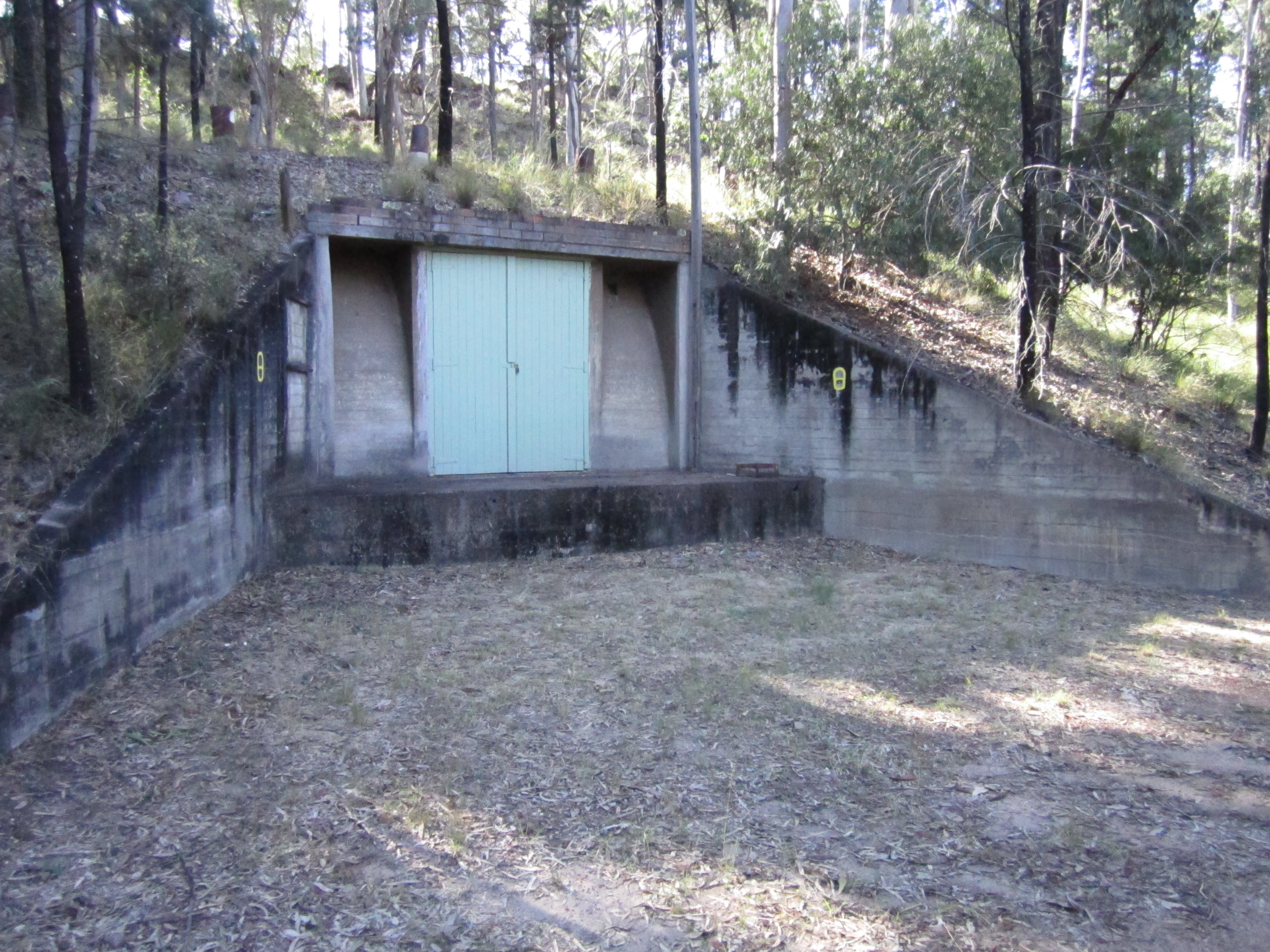
Munitions bunker at Possum Park, Queensland, Australia.
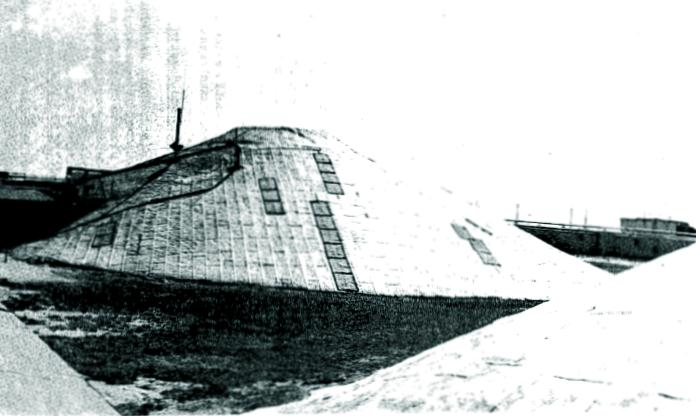
Gravel Gertie at the Pantex nuclear weapons plant, Amarillo, Texas.
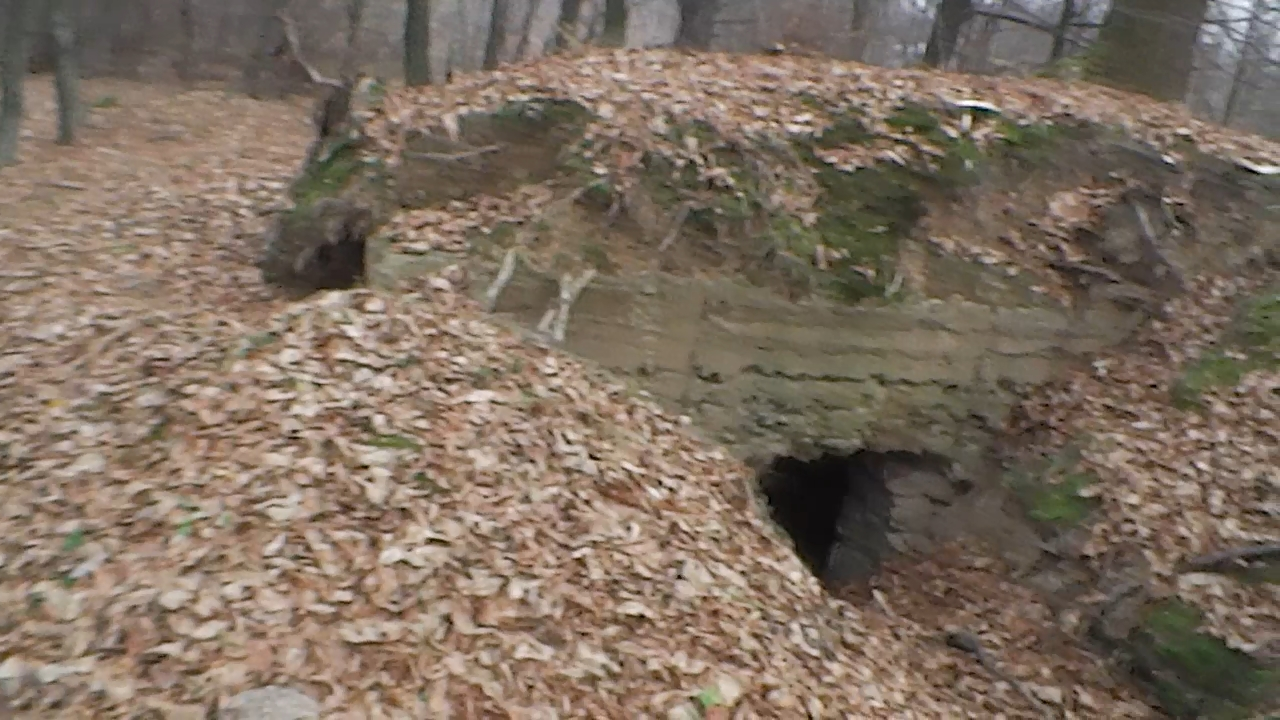
Austrian bunker from World War I in West Ukraine

.